# Пісочник каспійський
Пісочник каспійський (Charadrius asiaticus) — вид сивкоподібних птахів родини сивкових (Charadriidae).

## Поширення
Птах гніздиться в Західній Азії в районі Каспійського моря. Ареал охоплює південь Росії, Туреччину, Іран, Туркменістан, Казахстан, Узбекистан і Афганістан. Середовищем його існування є степи, пустелі, солончаки та засолені ґрунти серед рідкісної чагарникової рослинності на висоті приблизно до 800 м (2625 футів). Після розмноження мігрує до східної та південної Африки, доходячи до річки Замбезі.

## Опис
Довжина: 18-20 см; маса тіла 60–91 г; розмах крил 55–61 см. Самець у шлюбному оперенні з іржавим напівкоміром, білим горлом і чолом, коричневою шапкою та смужкою на оці. Сірий комір у самиці в шлюбному оперенні. Черево обох статей біле, спина бура. Позашлюбне оперення обох статей схоже на шлюбне оперення самиці.